# Army Men: Soldiers of Misfortune
Army Men: Soldiers of Misfortune est un jeu vidéo de tir à la troisième personne développé par Big Blue Bubble et édité par DSI Games, sorti en 2008 sur Wii, PlayStation 2 et Nintendo DS.

## Accueil
- IGN : 2,5/10 (PS2)[1] - 3,5/10 (DS)[2]